# 公務人員特種考試外交領事人員考試
公務人員特種考試外交領事人員考試，簡稱外交特考或外特，是中華民國錄用外交官的國家考試，為公務人員特種考試三等考試項目之一。

## 簡介
1960年以前外交領事人員經由考試院舉辦之「高等考試外交官領事官考試」進用；1960年以後，為配合考用合一，貫徹即考即用原則，改由考試院每年舉辦「特種考試外交領事人員乙等考試」。
1987年7月22日，考試院訂定發布《特種考試外交領事人員、外交行政人員暨國際新聞人員考試規則》，為外交領事人員考試最早之法律依據。自1996年1月17日「公務人員考試法」修正公布後，外交領事人員乙等特考改稱為三等特考。2002年5月3日《考試規則》名稱修正為《公務人員特種考試外交領事人員、外交行政人員及國際新聞人員考試規則》，2013年5月20日名稱修正為《公務人員特種考試外交領事人員及外交行政人員考試規則》。
《中華民國憲法》第141條規定：「中華民國之外交，應本獨立自主之精神、平等互惠之原則，敦睦邦交，尊重條約及聯合國憲章，以保護僑民權益，促進國際合作，提倡國際正義，確保世界和平。」
中華民國外交部依據《中華民國憲法》捍衛主權及維護國家利益，致力推動繁榮臺灣之外交政策、以及強化國際地位之對外關係。目前中華民國與世界15個主權國家擁有正式外交關係，其餘國家則因一個中國政策而不承認中華民國，但是中華民國與部分無邦交國家仍然維持往來，並視情形互設外交代表機構。 
2019年外交領事人員考試增設國際法組，第一試除了「國文」、「綜合法政知識」及「國際關係及近代外交史」等共同考科外，專業科目則包括「外交實務英文寫作」、「國際公法」、「國際私法、條約法與條約締結法」以及「國際海洋法及人權法」等。
基於國家永續發展及任務傳承之使命，中華民國外交部積極培養外交專業人才，每年透過外交領事人員考試招聘不定人數的新科外交領事人員，成為代表國家的外交官。
外交領事人員在訓練期間就有比照委任五等五級的津貼可領，月薪約新臺幣4.3萬元；訓練期滿後調升為薦任第六職等，本俸月薪約新臺幣5萬元。如果派赴駐外，月薪依駐在國物價水準而定，提供地域及專業加給。

## 應考資格
2022年3月16日考試院修正發布之《公務人員特種考試外交領事人員及外交行政人員考試規則》規定，外交領事人員考試應考資格為18歲至45歲中華民國國民，且具有大學以上學歷。另需符合相關英語檢定測驗標準。

## 考試科目
2022年3月16日考試院修正發布之《公務人員特種考試外交領事人員及外交行政人員考試規則》規定，外交領事人員考試分二試舉行，第一試錄取者始得應第二試。三等考試第一試為筆試，第二試併採集體口試與外語個別口試，第一試占60%，第二試占40%（集體口試、外語個別口試各占20%），合併計算總成績後，配合任用需求，擇優錄取。

## 任用及遷調
外交領事人員考試錄取人員將接受為期半年之訓練，相關訓練課程包括：「外國語文課程」、「政策撰述課程」、「專業職能課程」、「通識課程」、「核心特質」及「實習」等。
外交部訂有人員內外輪調制度。一般而言，外交領事人員在部內服務3年後，可調任駐外單位服務，在外館服務6年左右，即依規定調返部內。

## 外語能力
外交人員需長期派駐國外，代表國家與他國互動，外國語言能力為其必要工具；故外交領事人員考試的外國文部分是加重計分，佔筆試成績30％，故吸引不少具有外語背景的人才報考。
外交特考招考組別當中，以英文組最為穩定，每年都有一定人數的缺額；其他組別（如西班牙文組、日文組、德文組、阿拉伯文組等）每年招考名額不一。2016年以後，因應中華民國總統蔡英文所提出的新南向政策，增設東南亞語文組別，如越南文組及印尼文組等。

## 外部連結
- 外交特考 （页面存档备份，存于）
- 考選部 （页面存档备份，存于）
- 中華民國外交部 （页面存档备份，存于）